# هلموت هایدریش

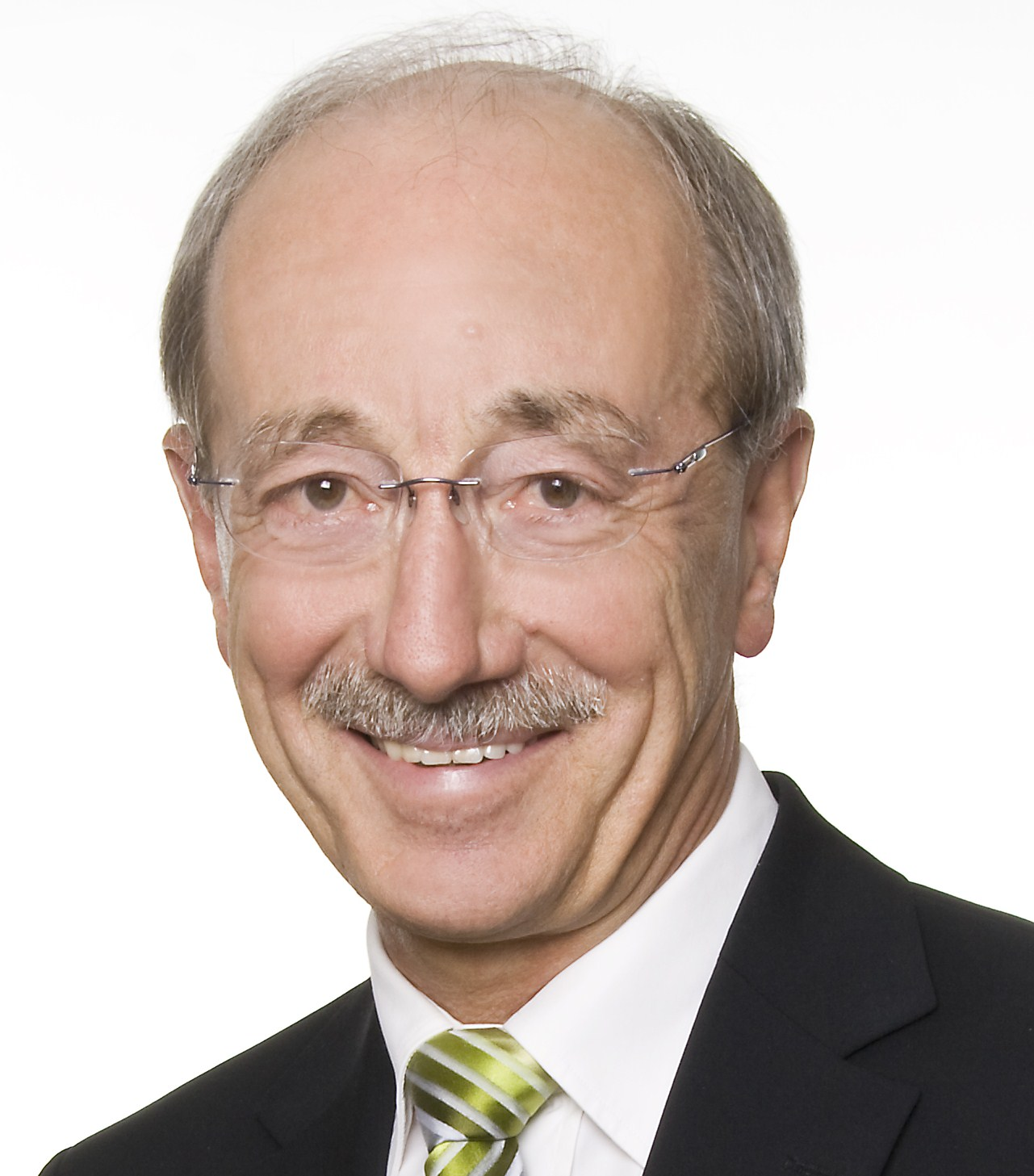
تصویری از هلموت هایدریش

هلموت هیدریچ (انگلیسی: Helmut Heiderich) یک سیاست‌مدار اهل آلمان است.